# Christian Dæhnfeldt
Lorentz Emil Christian Dæhnfeldt, född 22 maj 1857 i Odense, död där 14 maj 1920, var en dansk trädgårdsmästare. 
Dæhnfeldt övertog 1882 sin fars affärsrörelse i Odense, L. Dæhnfeldt, en 1850 grundad kombinerad handelsträdgård och fröhandel. År 1891 startades en särskild försöksträdgård i Hunderup vid Odense, som senare utvecklades genom köp av en större lantegendom, Hunderupgård, till fröodling av foderrovor. År 1910 anlades blomsterlökkulturer på 25 hektar indämmade arealer vid Odensefjorden; dessutom fanns 50 hektar med kontraktsodling av blomsterlök på olika platser på Fyn. På egna arealer drevs fröodling av köksväxter, blomsterväxter och foderrovor på 125 hektar, och dessutom fanns 1000 hektar med kontraktsodling av foderrovor, både på Jylland och på på öarna, medan gräsfröodlingen på senare år inskränktes, då gräsfröet köptes på den öppna marknaden. År 1912 startades en trädgårdsanläggning i Hedersleben i Sachsen för odling av sådana köksväxter och blomsterväxter, vars frön svårligen kan mogna i Danmark. År 1914 inrättades ett kontor i Minneapolis för tillvaratagande av firmans intressen. År 1913 ombildades rörelsen till ett aktiebolag med Dæhnfeldt som direktör, och 1923 sammanslogs den med firman Theodor Jensen & Co. under namnet A/S L. Dæhnfeldt & Theodor Jensen, i Odense och Köpenhamn.